# Arquidiócesis de Trujillo
La arquidiócesis de Trujillo (en latín: Archidioecesis Truxillensis) es una circunscripción eclesiástica de la Iglesia católica en Perú. Se trata de una arquidiócesis latina, sede metropolitana de la provincia eclesiástica de Trujillo. Desde el 11 de febrero de 2025 su arzobispo es Alfredo Vizcarra Mori, de la Compañía de Jesús.

## Territorio y organización
La arquidiócesis tiene 16 474 km² y extiende su jurisdicción sobre los fieles católicos de rito latino residentes en los departamentos de Piura y Tumbes.
La sede de la arquidiócesis se encuentra en la ciudad de Trujillo, en donde se halla la Catedral basílica de Santa María.
La arquidiócesis tiene como sufragáneas a las diócesis de: Cajamarca, Chimbote, Huaraz y Huari, y las prelaturas territoriales de Huamachuco y Moyobamba.
En 2022 en la arquidiócesis existían 76 parroquias.
Existe el Seminario Mayor de San Carlos Borromeo y San Marcelo.
Santuarios
- Santuario de la Virgen de la Puerta, en la provincia de Otuzco;
- Santuario de la Virgen de Guadalupe, en el distrito de Guadalupe;
- Santuario Agustiniano O.S.A. del Señor de los Milagros, en el distrito de Pacasmayo;
- Santuario de Nuestra Señora de la Asunción, en el distrito de Chacas, región Áncash.

## Historia
La diócesis de Trujillo (Villa de la Asunción de Nuestra Señora de la Asunción de Trujillo) fue erigida en el Virreinato del Perú el 15 de abril de 1577 con la bula Illius fulciti praesidio del papa Gregorio XIII a solicitud del rey Felipe II de España, obteniendo el territorio de la arquidiócesis de Lima, de la que originalmente era sufragánea.
En la relación del virrey del Perú José Antonio Manso de Velasco a su sucesor con fecha 23 de agosto de 1761 indicó que la diócesis de Trujillo tenía 79 114 personas en las 7 provincias que entonces la integraban: Trujillo, Saña, Piura, Caxamarquilla (o Pataz), Caxamarca, Luya y Chillaos, Chachapoyas. El obispado comprendía también el gobierno de Jaén de Bracamoros, perteneciente a la Real Audiencia de Quito en el Virreinato de Nueva Granada.
El 28 de mayo de 1803 cedió una porción de su territorio para la erección de la diócesis de Maynas (hoy diócesis de Chachapoyas).
El 5 de abril de 1908 cedió una porción de su territorio para la erección de la diócesis de Cajamarca mediante el decreto Apostolicam sedem de la Congregación Consistorial.
El 29 de febrero de 1940 cedió otra porción de territorio para la erección de la diócesis de Piura (hoy arquidiócesis de Piura) mediante la bula Ad christianae plebis del papa Pío XII.
El 23 de mayo de 1943 fue elevada al rango de arquidiócesis metropolitana con la bula Inter praecipuas del papa Pío XII.
El 17 de diciembre de 1956 cedió una porción de su territorio para la erección de la diócesis de Chiclayo mediante la bula Sicut materiam del papa Pío XII.
El 4 de diciembre de 1961 cedió otra porción de su territorio para la erección de la prelatura territorial de Huamachuco mediante la bula Salutifera Evangelii lex del papa Juan XXIII.

## Estadísticas
Según el Anuario Pontificio 2023 la arquidiócesis tenía a fines de 2022 un total de 1 222 000 fieles bautizados.
| Año                                                                             | Población | Población | Población      | Sacerdotes | Sacerdotes | Sacerdotes | Católicos por sacerdote | Diáconos permanentes | Religiosos | Religiosos | Parroquias y cuasiparroquias |
| Año                                                                             | Católicos | Total     | % de católicos | Total      | Diocesanos | Regulares  | Católicos por sacerdote | Diáconos permanentes | Masculinos | Femeninos  | Parroquias y cuasiparroquias |
| ------------------------------------------------------------------------------- | --------- | --------- | -------------- | ---------- | ---------- | ---------- | ----------------------- | -------------------- | ---------- | ---------- | ---------------------------- |
| 1950                                                                            | 792 000   | 800 000   | 99.0           | 84         | 43         | 41         | 9428                    |                      | 39         | 95         | 53                           |
| 1966                                                                            | 420 000   | 480 000   | 87.5           | 110        | 62         | 48         | 3818                    |                      | 58         | 175        | 35                           |
| 1968                                                                            | 640 000   | 650 000   | 98.5           | 122        | 64         | 58         | 5245                    |                      | 71         | 204        | 36                           |
| 1976                                                                            | 710 000   | 750 000   | 94.7           | 82         | 32         | 50         | 8658                    |                      | 60         | 250        | 46                           |
| 1980                                                                            | 796 000   | 857 000   | 92.9           | 74         | 35         | 39         | 10 756                  | 1                    | 47         | 160        | 47                           |
| 1990                                                                            | 960 000   | 1 100 000 | 87.3           | 86         | 54         | 32         | 11 162                  | 1                    | 65         | 203        | 47                           |
| 1999                                                                            | 1 273 300 | 1 391 120 | 91.5           | 100        | 58         | 42         | 12 733                  |                      | 112        | 220        | 50                           |
| 2000                                                                            | 956 415   | 1 141 150 | 83.8           | 109        | 65         | 44         | 8774                    |                      | 115        | 174        | 52                           |
| 2001                                                                            | 933 833   | 1 081 721 | 86.3           | 117        | 64         | 53         | 7981                    |                      | 112        | 162        | 57                           |
| 2002                                                                            | 933 833   | 1 229 045 | 76.0           | 117        | 64         | 53         | 7981                    |                      | 121        | 162        | 58                           |
| 2003                                                                            | 946 167   | 1 244 049 | 76.1           | 115        | 66         | 49         | 8227                    |                      | 112        | 165        | 61                           |
| 2004                                                                            | 1 078 548 | 1 315 302 | 82.0           | 111        | 65         | 46         | 9716                    |                      | 129        | 171        | 61                           |
| 2010                                                                            | 1 149 000 | 1 374 000 | 83.6           | 126        | 64         | 62         | 9119                    |                      | 119        | 189        | 69                           |
| 2014                                                                            | 1 229 855 | 1 535 856 | 80.1           | 133        | 73         | 60         | 9247                    | 1                    | 129        | 188        | 74                           |
| 2017                                                                            | 1 289 780 | 1 624 350 | 79.4           | 139        | 84         | 55         | 9278                    |                      | 117        | 191        | 75                           |
| 2020                                                                            | 1 185 406 | 1 778 080 | 66.7           | 123        | 77         | 46         | 9637                    |                      | 117        | 210        | 79                           |
| 2022                                                                            | 1 222 000 | 1 835 000 | 66.6           | 132        | 76         | 56         | 9257                    |                      | 99         | 99         | 76                           |
| Fuente: Catholic-Hierarchy, que a su vez toma los datos del Anuario Pontificio. |           |           |                |            |            |            |                         |                      |            |            |                              |

## Episcopologio
- Alonso Guzmán y Talavera, O.S.H. † (15 de abril de 1577-? renunció)
  - Francisco de Ovanda, O.F.M.Obs. † (1611-?) (obispo electo)
  - Luis Jerónimo de Cárcamo † (25 de mayo de 1611-1611 falleció) (obispo electo)
  - Juan de la Cabeza, O.P. † (1614-1614 falleció) (obispo electo)
- Francisco Díaz de Cabrera y Córdoba, O.P. † (6 de octubre de 1614-26 de abril de 1620 falleció)
- Carlos Marcelo Corni Velázquez † (17 de agosto de 1620-16 de octubre de 1630 falleció)
- Ambrosio Vallejo Mejía, O.Carm. † (10 de febrero de 1631-29 de octubre de 1635 falleció)
- Diego Montoya Mendoza † (5 de octubre de 1637-14 de abril de 1640 falleció)
  - Luis de Córdoba y Ronquillo, O.SS.T. † (13 de agosto de 1640-24 de noviembre de 1640 falleció) (obispo electo)
- Juan Sánchez Duque de Estrada † (12 de noviembre de 1641-1643 falleció)
- Pedro de Ortega Sotomayor † (21 de agosto de 1645-16 de diciembre de 1647 nombrado obispo de Arequipa)
  - Marcos Salmerón † (7 de agosto de 1647-21 de enero de 1648 falleció) (obispo electo)
- Andrés García de Zurita † (4 de abril de 1650-2 de agosto de 1652 falleció)
  - Diego del Castillo y Arteaga † (9 de marzo de 1654-25 de febrero de 1658 nombrado obispo de Badajoz) (obispo electo)
  - Francisco de Godoy † (1 de septiembre de 1659-1659 falleció) (obispo electo)
- Juan de la Calle y Heredia, O. de M. † (5 de septiembre de 1661-1 de octubre de 1674 nombrado obispo de Arequipa)
  - Álvaro de Ibarra † (17 de diciembre de 1674-1675 falleció) (obispo electo)
- Antonio de León y Becerra † (19 de octubre de 1676-14 de junio de 1677 nombrado obispo de Arequipa)
- Francisco de Borja y Miguel † (4 de septiembre de 1679-13 de abril de 1689 falleció)
  - Juan de Bustamante † (1693-1693 renunció) (obispo electo)
  - Pedro de La Serena, O.S.H. † (28 de septiembre de 1693-de septiembre de 1695 falleció) (obispo electo)
- Pedro Díaz de Cienfuegos † (20 de febrero de 1696-9 de enero de 1702 falleció)
- Juan Victores de Velasco, O.S.B. † (28 de noviembre de 1707-10 de diciembre de 1713 falleció)
- Diego Montero del Águila † (21 de enero de 1715-25 de febrero de 1718 falleció)
- Jaime de Mimbela, O.P. † (20 de marzo de 1720-4 de agosto de 1739 falleció)
- Gregorio de Molleda y Clerque † (19 de diciembre de 1740-4 de septiembre de 1747 nombrado arzobispo de La Plata o Charcas)
- José Cayetano Paravicino, O.F.M.Obs. † (4 de septiembre de 1747-20 de octubre de 1750 falleció)
- Bernardo de Arbiza y Ugarte † (15 de noviembre de 1751-20 de octubre de 1756 falleció)
- Cayetano Marcellano y Agramont † (23 de mayo de 1757-13 de marzo de 1758 nombrado arzobispo de La Plata o Charcas)
- Francisco Javier de Luna Victoria y Castro † (13 de marzo de 1758-11 de marzo de 1777 falleció)
- Baltasar Jaime Martínez Compañón † (1 de junio de 1778-15 de diciembre de 1788 nombrado arzobispo de Santafé en Nueva Granada)
- José Andrés de Achurra y Núñez del Arco † (15 de diciembre de 1788-1792 falleció)
- Blas Sobrino y Minayo † (12 de septiembre de 1794-26 de abril de 1796 falleció)
- José Carrión y Marfil † (3 de julio de 1798-24 de enero de 1825 renunció)[nota 2]
  - Sede vacante (1825-1835)
- Tomás Diéguez de Florencia † (24 de julio de 1835-8 de junio de 1845 falleció)
- José Higinio Madalengoitia y Sanz de Zárate † (19 de enero de 1846-4 de noviembre de 1848 falleció)
  - Sede vacante (1848-1853)
- Agustín Guillermo Charún Espinoza † (7 de marzo de 1853-22 de febrero de 1857 falleció)
- Francisco de Asís Orueta y Castrillón † (26 de septiembre de 1859-21 de marzo de 1873 nombrado arzobispo de Lima)
- José Domingo Arméstar Espinoza de los Monteros † (21 de diciembre de 1874-14 de diciembre de 1881 falleció)
  - Sede vacante (1881-1889)
- Manuel Santiago Medina y Bañón † (14 de febrero de 1889-22 de marzo de 1907 falleció)
  - Sede vacante (1907-1910)
- Carlos García Irigoyen † (21 de marzo de 1910-21 de octubre de 1937 falleció)
  - Sede vacante (1937-1940)
- Juan Gualberto Guevara y de la Cuba † (15 de diciembre de 1940-16 de diciembre de 1945 nombrado arzobispo de Lima)
- Aurelio Macedonio Guerrero † (20 de septiembre de 1946-25 de mayo de 1957 renunció[nota 3])
- Federico Pérez Silva, C.M. † (15 de junio de 1957-16 de octubre de 1965 falleció)
- Carlos María Jurgens Byrne, C.SS.R. † (6 de diciembre de 1965-29 de diciembre de 1976 renunció)
- Manuel Prado Pérez-Rosas, S.I. † (29 de diciembre de 1976-29 de julio de 1999 retirado)
- Héctor Miguel Cabrejos Vidarte, O.F.M., (29 de julio de 1999-11 de febrero de 2025 renunció)
- Alfredo Vizcarra Mori, S.I., desde el 11 de febrero de 2025